# NGC 7077
NGC 7077 is een elliptisch sterrenstelsel in het sterrenbeeld Waterman. Het hemelobject werd op 11 augustus 1863 ontdekt door de Duitse astronoom Albert Marth.

## Synoniemen
- UGC 11755
- ZWG 375.47
- MCG 0-54-28
- ARAK 549
- MK 900
- NPM1G +02.0497
- PGC 66860